# Universul (ziar)
Universul a fost unul dintre primele cotidiene de informație românești, care apărea la București. A fost fondat la 20 august 1884 de către Luigi Cazzavillan, un jurnalist italian venit în Vechiul Regat al României din anul 1877, în calitate de corespondent de război. Ziarul a apărut în două etape, cu o pauză în Primul Război Mondial, și anume 20 august 1884-5 noiembrie 1916 și 31 noiembrie 1918-20 iulie 1953.
Pe prima pagină alături de titlu erau două vignete, statuia lui Mihai Viteazul și un dorobanț în stânga, și respectiv statuia lui Ștefan cel Mare în dreapta și două devize  „Dreptate pentru toți” în stânga și „Toți pentru dreptate” în dreapta. Subtitlul a fost „Foaie politică ilustrată”, apoi „Curierul dimineții”, înlocuit cu „Cele din urmă știri din lumea întreagă”, care a rămas până în 1953.
Una din cauzele succesului ziarului a fost faptul că apărea dimineața, în timp ce toate celelalte cotidiene apăreau după-amiaza, iar alta a fost introducerea rubricii „Faptul divers” în paginile sale, lucru ce a contribuit favorabil la tirajul ziarului. Universul a fost unul din primele ziare românești care a introdus mica publicitate, prin rubrica specială numită „Micul anunțător”.
Cotidianul ,,Universul’’, fiind conectat la condiții de imprimare și de difuzare moderne (rotativă, servicii telegrafice directe), a fost un precursor al presei de marcă industrială.
Ziarul Vestitorul din 1 noiembrie 1937 scria următoarele:
Universul a ajuns ziarul cel mai popular grație destoiniciei întemeietorului său, Luigi Cazzavillan. El l'a ieftenit, i-a înmulțit rubricile, a dezvoltat reportajul, l'a pus la îndemâna celor mulți cu o uimitoare repeziciune. Pe timpul celebrului proces Dreyfus, el își instalează legătură directă cu Parisul pentru a aduce în aceeași zi știrile ce pasionau mulțimea. A instituit și premii de cercei, braslete, ceasornice, etc. pentru abonați. În acest chip ajunsese să aibă de pildă într-un orășel ca Mizil peste o mie de abonați.
A editat suplimentele: „Ilustrațiunea română", „Universul copiilor", „Universul literar", „Universul ilustrat", „Universul", „Duminica Universului", „Ziarul științelor populare și al călătoriilor", „Hoțul", precum și o colecție de romane și diverse alte scrieri de autori români și străini.   La „Universul literar”, în perioada 1938-1946, Ștefan Baciu era redactor al rubricii „Cântece noui”, unde debutează, printre alții pe Ștefan Augustin Doinaș, Ion Caraion și Ion C. Pena.
După moartea lui Cazavillan, în 1903, soția sa a moștenit averea familiei și a devenit, implicit, proprietara celui mai mare cotidian al Capitalei. „Coana Tudorița” s-a recăsătorit în 1909 cu Nicolae Dumitrescu Câmpina, acesta preluând directoratul ziarului până la divorțul acestora, în 1914.
În perioada interbelică (1918-1943) ziarul a fost condus de Stelian Popescu și a avut o orientare de centru-dreapta.
După naționalizarea din 1948, ziarul a continuat să apară sub conducerea unui "comitet de direcție".
Ziarul fost desființat la 20 iulie 1953, continuând, din 27 iulie 1953 în același sediu și cu același colectiv editorial ca ziar local sub numele de ”Informația Bucureștiului” (1953-1989). În 22 decembrie 1989, ziarul a redevenit național, schimbându-și numele în Libertatea.

## Alte publicații omonime
- În 1985, Aristide Buhoiu a fondat la New York o publicație săptămânală cu titlul "Universul" și subtitlul Revista românilor de pretutindeni, pe care a editat-o între 14 aprilie 1985[11] și 2002. [12] [13]

- Pe 6 martie 1990, apare la București Revista Universul, printre colaboratorii primului număr regăsindu-se Ion Rațiu, Bartolomeu Anania și Radu Ciuceanu. [14]

- Din 2001, numele "Universul" îl ia și un săptămânal de anchetă, informare și comentarii, înființat de Ion Cilica-Deaconu în Târgu-Jiu.[15]

- Din 2011 apare la Pitești, săptămânalul Universul argeșean, editat de jurnalistul Ionuț Stanciu.[16]